# A Kecskeméti TE 2008–2009-es szezonja
A Kecskeméti TE, szponzorált nevén Kecskeméti TE - ERECO a 2007/2008-as szezonban az NB II Keleti csoportját megnyerte, így története során először került fel az NB I-be. A csapat elindult a magyar kupában és a ligakupában is.

## Átigazolások
2008 nyarán érkeztek:
- Aleksandar Alempijević  (Partizan Beograd)
- Vladan Čukić  (FK Smederevo)
- Goran Grkinić  (Ethnikos Ahnasz)
- Hegedűs Ádám  (Virtus Casarano)
- Francis Litsingi  (Cotonsport Garoua)
- Menyhárt Attila  (Vecsési FC)
- Romeo Mitrović  (HŠK Zrinjski Mostar)
- Montvai Tibor  (Nyíregyháza - kölcsön után leigazolva)
- Nagy Sándor  (Ferencvárosi TC)
- Nagy József  (Ferencvárosi TC)
- Rusvay Gergely  (Vác)
- Pavle Velimirović  (Partizan Beograd)

Az őszi szezon során kölcsönben:
- Borsos Csaba  (Mezőkövesdi SE)
- Nagy Zsolt  (Ladánybene FC)
- Kurucsai Milán  (Tököl KSK)
- Kása Tibor  (Tököl KSK)
- Mojzes Róbert (Tököl KSK)
- Szabó Tamás  (Szolnoki MÁV FC)

2008 nyarán távoztak:
- Ábel Péter  (Békéscsaba)
- Debreceni András  (Budapest Honvéd FC - kölcsönből vissza)
- Széki Attila  (Újpest FC - kölcsönből vissza)
- Vass Zsolt  (Százhalombattai LK)

2008/2009 telén érkeztek:
- Balog Marcell  (EB/Streymur)
- Nagy Adrián  (Pécsi MFC)
- Vladan Pelicić  (Zeta Golubovci)
- Radjoica Ristić  (Mezőkövesdi SE)
- Visinka Ede  (FK Mladost Apatin)

2008/2009 telén távoztak:
- Fekete Attila  (Kiskunfélegyházi HTK)
- Kása Tibor  (Tököl KSK)
- Kósa Krisztián  (Izsáki SSE)
- Kurucsai Milán  (Tököl KSK)
- Misheck Lungu  (Bp. Honvéd)
- Mojzes Róbert  (Tököl KSK)
- Nagy Sándor  (Pápa TFC)
- Nagy József  (Pécsi MFC)
- Nagy Zsolt  (Ladánybene FC)
- Rusvay Gergely  (Vác)

a tavaszi szezon során kölcsönben:
- Balázs József  (Békéscsaba)
- Beke Sebastián  (Orgoványi KSK)
- Koszó Balázs  (Bőcs KSC)
- Ivan Lovrić  (Bajai LSE)
- Szabó Tamás  (Bajai LSE)

## Nyári felkészülési mérkőzések
| 2008. június 28. |

| FC Fehérvár | 4 – 1 | Kecskeméti TE |
| ----------- | ----- | ------------- |
|             |       | Kormos 30'    |

| Sóstói Stadion, Székesfehérvár Nézőszám: 300 |

| 2008. július 2. |

| Budapest Honvéd | 4 – 2 | Kecskeméti TE          |
| --------------- | ----- | ---------------------- |
|                 |       | Balázs 10' Hegedűs 22' |

| Bozsik József Stadion, Budapest Nézőszám: 300 |

| 2008. július 6. |

| Kecskeméti TE                                                              | 5 – 2 | Politehnica Iași |
| -------------------------------------------------------------------------- | ----- | ---------------- |
| Koncz 16' Kormos 28' Montvai 39' (11-esből) Balázs József 44' Menyhárt 85' |       |                  |

| Széktói Stadion, Kecskemét Nézőszám: 650 |

| 2008. július 9. |

| Kecskeméti TE | 1 – 0 | Vasas |
| ------------- | ----- | ----- |
| Litsingi 55'  |       |       |

| Széktói Stadion, Kecskemét Nézőszám: 700 |

| 2008. július 12. |

| Kecskeméti TE            | 2 – 0 | Makó FC |
| ------------------------ | ----- | ------- |
| Yannick 18' Menyhárt 40' |       |         |

| Széktói Stadion, Kecskemét Nézőszám: 600 |

| 2008. július 16. |

| Kecskeméti TE                           | 2 – 0 | Pécsi MFC |
| --------------------------------------- | ----- | --------- |
| Kalmár 32' (öngól) Savić 74' (11-esből) |       |           |

| Széktói Stadion, Kecskemét Nézőszám: 700 |

| 2008. július 21. |

| Kecskeméti TE                              | 5 – 1 | Dunaújváros FC |
| ------------------------------------------ | ----- | -------------- |
| Montvai 24' 32' Kormos 37' 42' Yannick 66' |       |                |

| Széktói Stadion, Kecskemét Nézőszám: 900 |

## Téli felkészülési mérkőzések
| 2009. január 17. |

| Kecskeméti TE                              | 4 – 1 | Szolnoki MÁV |
| ------------------------------------------ | ----- | ------------ |
| Szabó 3' Balog 32' Yannick 60' Hegedűs 89' |       |              |

| Műkertvárosi műfüves pálya, Kecskemét Nézőszám: 200 |

| 2009. január 21. |

| Vojvodina | 4 – 0 | Kecskeméti TE |
| --------- | ----- | ------------- |
|           |       |               |

| Újvidék Nézőszám: 150 |

| 2009. január 24. |

| Vasas | 1 – 1 | Kecskeméti TE |
| ----- | ----- | ------------- |
|       |       | Yannick 44'   |

| Illovszky Rudolf Stadion, műfüves pálya, Budapest Nézőszám: 200 |

| 2009. január 28. |

| Gyirmót FC | 1 – 1 | Kecskeméti TE |
| ---------- | ----- | ------------- |
|            |       | Csordás 90'   |

| Tatabánya Nézőszám: 50 |

| 2009. január 31. |

| Kecskeméti TE                    | 3 – 0 | Bajai LSE |
| -------------------------------- | ----- | --------- |
| 5' (öngól) Balog 75' Montvai 87' |       |           |

| Műkertvárosi műfüves pálya, Kecskemét Nézőszám: 150 |

| 2009. február 4. |

| Kecskeméti TE                         | 2 – 1 | Jászberényi SE |
| ------------------------------------- | ----- | -------------- |
| Csordás 37' (11-esből) 40' (11-esből) |       |                |

| Műkertvárosi műfüves pálya, Kecskemét Nézőszám: 100 |

| 2009. február 5. |

| Kecskeméti TE | 1 – 0 | Szolnoki MÁV |
| ------------- | ----- | ------------ |
| Yannick 70'   |       |              |

| Műkertvárosi műfüves pálya, Kecskemét Nézőszám: 100 |

| 2009. február 28. |

| Kecskeméti TE | 1 – 2 | Ceglédi VSE |
| ------------- | ----- | ----------- |
| Montvai 86'   |       |             |

| Széktói Stadion 2-es pálya, Kecskemét Nézőszám: 300 |

## Bajnoki mérkőzések
A harmadik fordulóra kiírt kecskeméti TE - Győri ETO mérkőzést betegség miatt elhalasztották, végül a hatodik forduló után került sor a találkozóra. A 17. fordulóra kiírt Kecskeméti TE - Zalaegerszegi TE mérkőzést az állítólagos rossz időjárási körülményekre hivatkozva szintén elhalasztották. Az alábbiakban a mérkőzések az eredeti sorrendben vannak feltüntetve.
A csapat két vereséggel kezdte történelme első élvonalbeli idényét, többek között a vitatható bírói ítéletek miatt. Az első győzelem Székesfehérváron született meg, melyet további sikerek követtek, fontos kiemelni a közelmúltban három bajnoki címet szerző DVSC 3:0-s legyőzését.
A csapat bátor támadófocit játszott, így még a vereségeiket is emelt fővel szenvedte el. Az idény vége felé a sok sérült miatt már egyre kevesebb bevethető játékos állt Tomislav Sivić rendelkezésére, így az utolsó négy mérkőzésen csak két pontot sikerült szerezni. A KTE az őszi idényt a nyolcadik helyen zárta. A tavaszi idényben az első 6 mérkőzésen csak 6 pontot sikerült szereznie a csapatnak, viszont később igencsak feljavultak az eredmények, és az utolsó 7 meccsből hatot megnyerve az ötödik helyen zárt, ami egy újonctól mindenképpen rendkívüli teljesítmény.
| 1. forduló 2008. július 28. 20:00 |

| Kecskeméti TE                              | 1 – 2               | Paksi FC                          |
| ------------------------------------------ | ------------------- | --------------------------------- |
| Csordás 16' (11-esből) Koszó 37' Čukić 40' | (1 – 1) Jegyzőkönyv | Tököli 3' 90' Kriston 4' Báló 31' |

| Széktói Stadion, Kecskemét Nézőszám: 6 000 Játékvezető: Solymosi Péter (magyar) |

| 2. forduló 2008. augusztus 2. 20:00 |

| Zalaegerszegi TE               | 1 – 0               | Kecskeméti TE                   |
| ------------------------------ | ------------------- | ------------------------------- |
| Méyé 40' Zsömlye 32' Sluka 85′ | (1 – 0) Jegyzőkönyv | Koszó 38′ Grkinić 47' Savić 55′ |

| ZTE Aréna, Zalaegerszeg Nézőszám: 4 500 Játékvezető: Király Krisztián (magyar) |

| 3. forduló 2008. szeptember 7. 18:00 |

| Kecskeméti TE               | 1 – 0               | Győri ETO           |
| --------------------------- | ------------------- | ------------------- |
| Yannick 83' Alempijević 45' | (0 – 0) Jegyzőkönyv | Tokody 68' Böőr 81' |

| Széktói Stadion, Kecskemét Nézőszám: 4 500 Játékvezető: Mészáros István (magyar) |

- Elhalasztott mérkőzés.

| 4. forduló 2008. augusztus 16. 20:00 |

| FC Fehérvár                                  | 1 – 2               | Kecskeméti TE                                                 |
| -------------------------------------------- | ------------------- | ------------------------------------------------------------- |
| Horváth 64' 18' Andić 56' Sitku 76' Mohl 87' | (0 – 1) Jegyzőkönyv | Menyhárt 13' Csordás 49' Yannick 65′ Čukić 88' Mitrović 90+4' |

| Sóstói Stadion, Székesfehérvár Nézőszám: 1 600 Játékvezető: Bede Ferenc (magyar) |

| 5. forduló 2008. augusztus 23. 20:00 |

| Kecskeméti TE                                          | 1 – 1               | Nyíregyháza Spartacus                                                    |
| ------------------------------------------------------ | ------------------- | ------------------------------------------------------------------------ |
| Litsingi 90+2' Savić 44' Schindler 60' Alempijević 78' | (0 – 0) Jegyzőkönyv | Apostu 49' 72' Goia 28' Cornaci 74′ Dosso 76' Zabos 82' Luis Ramos 90+3' |

| Széktói Stadion, Kecskemét Nézőszám: 4 000 Játékvezető: Bognár Tamás (magyar) |

| 6. forduló 2008. augusztus 30. 15:00 |

| Újpest                                                                           | 4 – 3               | Kecskeméti TE                                                              |
| -------------------------------------------------------------------------------- | ------------------- | -------------------------------------------------------------------------- |
| Ćutuk 7' Božić 20' 75' Kabát 73' 88' 89' Mijadinoszki 21' Sándor 57' Széki 90+1' | (2 – 0) Jegyzőkönyv | Litsingi 68' Csordás 70' 80' (11-esből) Grkinić 61' Čukić 83' Mitrović 84' |

| Szusza Ferenc Stadion, Budapest Nézőszám: 5 212 Játékvezető: Kassai Viktor (magyar) |

| 7. forduló 2008. szeptember 13. 20:00 |

| Kecskeméti TE                | 3 – 0               | BFC Siófok                                                           |
| ---------------------------- | ------------------- | -------------------------------------------------------------------- |
| Savić 1' Montvai 51' 78' 51' | (1 – 0) Jegyzőkönyv | Köntös 28' Magasföldi 50' Habi 62' Lipcsei 64' Hegedűs 76' Fülöp 80' |

| Széktói Stadion, Kecskemét Nézőszám: 4 000 Játékvezető: Szabó Zsolt (magyar) |

| 8. forduló 2008. szeptember 20. 19:00 |

| Haladás                                           | 3 – 1               | Kecskeméti TE                     |
| ------------------------------------------------- | ------------------- | --------------------------------- |
| Rajos 15' Tóth P. 35' 56' Kenesei 61' Guzmics 29' | (2 – 0) Jegyzőkönyv | Koncz 68' Farkas 43' Menyhárt 79' |

| Rohonci úti stadion, Szombathely Nézőszám: 6 000 Játékvezető: Sulyok Gergely (magyar) |

| 9. forduló 2008. szeptember 26. 19:00 |

| Kecskeméti TE                                             | 3 – 0               | Debreceni VSC           |
| --------------------------------------------------------- | ------------------- | ----------------------- |
| Montvai 15' Yannick 44' Csordás 68' Koncz 1' Schindler 9' | (2 – 0) Jegyzőkönyv | Leandro 52' Komlósi 57' |

| Széktói Stadion, Kecskemét Nézőszám: 4 000 Játékvezető: Andó-Szabó Sándor (magyar) Asszisztensek: Hegyi Péter Vígh Tibor |

| 10. forduló 2008. október 4. 18:00 |

| Kecskeméti TE                    | 2 – 0               | Vasas                   |
| -------------------------------- | ------------------- | ----------------------- |
| Farkas 15' Čukić 39' Montvai 75' | (2 – 0) Jegyzőkönyv | Balog 51' Paripović 75' |

| Széktói Stadion, Kecskemét Nézőszám: 3 500 Játékvezető: Fábián Mihály (magyar) |

| 11. forduló 2008. október 18. 18:00 |

| Rákospalotai EAC        | 0 – 1               | Kecskeméti TE                          |
| ----------------------- | ------------------- | -------------------------------------- |
| Kapcsos 21' Lisztes 79' | (0 – 0) Jegyzőkönyv | Hegedűs 64' Farkas 11' Alempijević 30' |

| Budai II László Stadion, Budapest Nézőszám: 500 Játékvezető: Bognár Tamás (magyar) |

| 12. forduló 2008. október 25. 18:00 |

| Kecskeméti TE                                                      | 3 – 4               | Kaposvári Rákóczi                                                      |
| ------------------------------------------------------------------ | ------------------- | ---------------------------------------------------------------------- |
| Csordás 5' Montvai 31' 31' Alempijević 65' Schindler 17′ Čukić 84' | (2 – 2) Jegyzőkönyv | Nikolics 29' 62' Obrić 46' Bozović 71' Zahorecz 43' Gujić 75' Pest 84' |

| Széktói Stadion, Kecskemét Nézőszám: 4 000 Játékvezető: Kassai Viktor (magyar) |

| 13. forduló 2008. november 1. 18:00 |

| Budapest Honvéd                                          | 2 – 2               | Kecskeméti TE                                    |
| -------------------------------------------------------- | ------------------- | ------------------------------------------------ |
| Diego 48' Hercegfalvi 60' Vincze 54' Genito 61' Filó 87' | (0 – 1) Jegyzőkönyv | Csordás 32' 90+2' Koszó 3' Farkas 38' Gyagya 87' |

| Bozsik József Stadion, Budapest Nézőszám: 1 000 Játékvezető: Szabó Zsolt (magyar) |

| 14. forduló 2008. november 8. 15:00 |

| Kecskeméti TE                     | 0 – 0               | MTK Budapest |
| --------------------------------- | ------------------- | ------------ |
| Gyagya 26' Mitrović 36' Čukić 68′ | (0 – 0) Jegyzőkönyv | Zsidai 68'   |

| Széktói Stadion, Kecskemét Nézőszám: 3 500 Játékvezető: Veizer Roland (magyar) |

| 15. forduló 2008. november 15. 18:00 |

| Diósgyőr                 | 1 – 0               | Kecskeméti TE |
| ------------------------ | ------------------- | ------------- |
| Miličić 8' 16' Sebők 51' | (1 – 0) Jegyzőkönyv | Bagi 60'      |

| DVTK-stadion, Miskolc Nézőszám: 4 000 Játékvezető: Arany Tamás (magyar) |

| 16. forduló 2009. február 21. 17:00 |

| Paksi FC                                                | 2 – 2               | Kecskeméti TE                                            |
| ------------------------------------------------------- | ------------------- | -------------------------------------------------------- |
| Tököli 38' Báló 86' 86' Sipeki 60' Böde 79' Horváth 82' | (1 – 2) Jegyzőkönyv | Yannick 39' Csordás 42' (11-esből) Gyagya 47′ Tóth 90+2' |

| Fehérvári úti stadion, Paks Nézőszám: 1 351 Játékvezető: Andó-Szabó Sándor (magyar) |

| 17. forduló 2009. május 6. 19:00 |

| Kecskeméti TE                                        | 2 – 0               | Zalaegerszegi TE         |
| ---------------------------------------------------- | ------------------- | ------------------------ |
| Litsingi 16' 45' Némedi 63' Farkas 73' Schindler 85' | (2 – 0) Jegyzőkönyv | Kocsárdi 54' Waltner 62' |

| Széktói Stadion, Kecskemét Nézőszám: 2 000 Játékvezető: Kassai Viktor (magyar) |

- Elhalasztott mérkőzés.

| 18. forduló 2009. március 8. 17:30 |

| Győri ETO                                      | 2 – 0               | Kecskeméti TE             |
| ---------------------------------------------- | ------------------- | ------------------------- |
| Kink 15' Stark 77' (11-esből) 61' Stanišić 75' | (1 – 0) Jegyzőkönyv | Alempijević 53' Čukić 76′ |

| ETO Park, Győr Nézőszám: 1 500 Játékvezető: Mészáros István (magyar) |

| 19. forduló 2009. március 14. 18:00 |

| Kecskeméti TE                                | 2 – 1               | FC Fehérvár                                          |
| -------------------------------------------- | ------------------- | ---------------------------------------------------- |
| Kormos 22' 35' Montvai 75' Alempijević 90+1' | (2 – 0) Jegyzőkönyv | Vujović 90+2' 59' Radović 44' Szakály 58' Sifter 76' |

| Széktói Stadion, Kecskemét Nézőszám: 2 200 Játékvezető: Fábián Mihály (magyar) |

| 20. forduló 2009. március 21. 18:00 |

| Nyíregyháza Spartacus                                                   | 3 – 3               | Kecskeméti TE                                                         |
| ----------------------------------------------------------------------- | ------------------- | --------------------------------------------------------------------- |
| Imedasvili 7' 47' Apostu 11' Miskolczi 88' 83' Minczér 40' Odrobéna 47′ | (2 – 1) Jegyzőkönyv | Montvai 22' 90+2' 79' Yannick 48' Némedi 36' Gyagya 38' Schindler 87' |

| Nyíregyháza Városi Stadion, Nyíregyháza Nézőszám: 1 500 Játékvezető: Szabó Zsolt (magyar) |

| 21. forduló 2009. április 4. 15:00 |

| Kecskeméti TE         | 2 – 2               | Újpest                                                      |
| --------------------- | ------------------- | ----------------------------------------------------------- |
| Gyagya 8' Csordás 49' | (1 – 1) Jegyzőkönyv | Rajczi 33' Korcsmár 67' Dudić 62' Bori 62' Mijadinoszki 71' |

| Széktói Stadion, Kecskemét Nézőszám: 6 000 Játékvezető: Andó-Szabó Sándor (magyar) |

| 22. forduló 2009. április 11. 19:00 |

| BFC Siófok                                     | 2 – 0               | Kecskeméti TE                    |
| ---------------------------------------------- | ------------------- | -------------------------------- |
| Kogler 42' Roni 79' Magasföldi 23' Horváth 55' | (1 – 0) Jegyzőkönyv | Farkas 62' Gyagya 66′ Némedi 68' |

| Révész Géza utcai stadion, Siófok Nézőszám: 1 200 Játékvezető: Veizer Roland (magyar) |

| 23. forduló 2009. április 18. 20:00 |

| Kecskeméti TE                                   | 3 – 2               | Haladás                        |
| ----------------------------------------------- | ------------------- | ------------------------------ |
| Csordás 39' (11-esből) 77' Némedi 81' Čukić 75' | (1 – 1) Jegyzőkönyv | Mitrović 13' (öngól) Oross 72' |

| Széktói Stadion, Kecskemét Nézőszám: 2 500 Játékvezető: Arany Tamás (magyar) |

| 24. forduló 2009. április 25. 15:00 |

| Debreceni VSC                      | 3 – 1               | Kecskeméti TE                                           |
| ---------------------------------- | ------------------- | ------------------------------------------------------- |
| Oláh 22' Leandro 73' Dombi 86' 62' | (1 – 1) Jegyzőkönyv | Litsingi 36' 29' Mitrović 33′ Velimirović 71' Koncz 86' |

| Oláh Gábor utcai stadion, Debrecen Nézőszám: 4 000 Játékvezető: Vad II. István (magyar) |

| 25. forduló 2009. április 28. 19:00 |

| Vasas                                          | 1 – 2               | Kecskeméti TE                        |
| ---------------------------------------------- | ------------------- | ------------------------------------ |
| Sowunmi 50' B. Tóth 35' Villám 74' Vujović 82' | (0 – 2) Jegyzőkönyv | Čukić 23' 85' Yannick 41' Némedi 79' |

| Illovszky Rudolf Stadion, Budapest Nézőszám: 800 Játékvezető: Bede Ferenc (magyar) |

| 26. forduló 2009. május 1. 19:00 |

| Kecskeméti TE                                                  | 5 – 3               | Rákospalotai EAC                                                           |
| -------------------------------------------------------------- | ------------------- | -------------------------------------------------------------------------- |
| Yannick 12' Csordás 36' Litsingi 50' Montvai 57' 84' Koncz 62' | (2 – 3) Jegyzőkönyv | Varga 14' 69′ Torma 30' 40' Kovács 35' Jeremiás 56' Kapcsos 75′ Sallai 80' |

| Széktói Stadion, Kecskemét Nézőszám: 2 000 Játékvezető: Takács János (magyar) |

| 27. forduló 2009. május 9. 19:00 |

| Kaposvári Rákóczi          | 2 – 1               | Kecskeméti TE                    |
| -------------------------- | ------------------- | -------------------------------- |
| Petrók 32' 30' Zsolnai 89' | (1 – 1) Jegyzőkönyv | Némedi 22' (11-esből) Ristić 37' |

| Rákóczi Stadion, Kaposvár Nézőszám: 1 800 Játékvezető: Szilasi Szabolcs (magyar) |

| 28. forduló 2009. május 16. 19:00 |

| Kecskeméti TE                                              | 3 – 1               | Budapest Honvéd                                |
| ---------------------------------------------------------- | ------------------- | ---------------------------------------------- |
| Litsingi 58' Montvai 65' 90+2' 90+2' Farkas 29' Gyagya 64' | (0 – 1) Jegyzőkönyv | Abraham 26' Genito 37' Lungu 42' Debreceni 57' |

| Széktói Stadion, Kecskemét Nézőszám: 3 500 Játékvezető: Bognár Tamás (magyar) |

| 29. forduló 2009. május 23. 19:00 |

| MTK Budapest                                           | 1 – 4               | Kecskeméti TE                                |
| ------------------------------------------------------ | ------------------- | -------------------------------------------- |
| Pátkai 76' Zsidai 50' Lambulić 54' Nagy 61' Lencse 65' | (0 – 3) Jegyzőkönyv | Csordás 25' Farkas 29' Savić 43' Montvai 55' |

| Hidegkuti Nándor Stadion, Budapest Nézőszám: 600 Játékvezető: Németh Ádám (magyar) |

| 30. forduló 2009. május 30. 19:00 |

| Kecskeméti TE                                     | 2 – 0               | Diósgyőr                            |
| ------------------------------------------------- | ------------------- | ----------------------------------- |
| Litsingi 43' Yannick 80' (11-esből) Schindler 71' | (1 – 0) Jegyzőkönyv | Kállai 24' Kamber 43' Bogunović 58′ |

| Széktói Stadion, Kecskemét Nézőszám: 5 000 Játékvezető: Farkas Ádám (magyar) |

## Tabella
| #   | Csapat                    | M  | GY | D  | V  | G+ – G– | GK  | P  | Megjegyzések                  |
| --- | ------------------------- | -- | -- | -- | -- | ------- | --- | -- | ----------------------------- |
| 1.  | Debreceni VSC (B) (I)     | 30 | 21 | 5  | 4  | 70–29   | +41 | 68 | Bajnokok Ligája (selejtező)   |
| 2.  | Újpest (I)                | 30 | 17 | 8  | 5  | 61–38   | +23 | 59 | Európa-liga (2. selejtezőkör) |
| 3.  | Haladás Ú (I)             | 30 | 16 | 5  | 9  | 44–29   | +15 | 53 | Európa-liga (1. selejtezőkör) |
| 4.  | Zalaegerszegi TE          | 30 | 15 | 7  | 8  | 52–44   | +8  | 52 |                               |
| 5.  | Kecskeméti TE Ú           | 30 | 14 | 6  | 10 | 55–44   | +11 | 48 |                               |
| 6.  | FC Fehérvár               | 30 | 14 | 6  | 10 | 42–34   | +8  | 48 |                               |
| 7.  | MTK Budapest CV           | 30 | 13 | 6  | 11 | 43–41   | +2  | 45 |                               |
| 8.  | Győri ETO                 | 30 | 11 | 10 | 9  | 57–41   | +16 | 43 |                               |
| 9.  | Kaposvári Rákóczi         | 30 | 11 | 7  | 12 | 51–46   | +5  | 40 |                               |
| 10. | Vasas                     | 30 | 11 | 5  | 14 | 42–52   | −10 | 38 |                               |
| 11. | Paksi FC                  | 30 | 9  | 8  | 13 | 38–51   | −13 | 35 |                               |
| 12. | Diósgyőr                  | 30 | 9  | 6  | 15 | 29–45   | −16 | 33 |                               |
| 13. | Budapest Honvéd (KGY) (I) | 30 | 8  | 8  | 14 | 31–46   | −15 | 32 | Európa-liga (3. selejtezőkör) |
| 14. | Nyíregyháza Spartacus     | 30 | 7  | 11 | 12 | 32–41   | −9  | 32 |                               |
| 15. | BFC Siófok (K)            | 30 | 8  | 2  | 20 | 30–56   | −26 | 26 | NB II                         |
| 16. | Rákospalotai EAC (K)      | 30 | 3  | 6  | 21 | 33–73   | −40 | 15 | NB II                         |

Utolsó frissítés: 2013. február 19. 
Forrás: MLSZ adatbank 
A rangsorolás alapszabályai: 1. összpontszám, 2. győzelmek száma, 3. egymás elleni eredmények összpontszáma,  4. egymás elleni eredmények gólkülönbsége, 5. egymás elleni eredmények szerzett góljainak száma 6. gólkülönbség, 7. szerzett gólok száma.
(B): Bajnokcsapat, (K): Kieső csapat, (F): Feljutó csapat, (I): Kupainduló, (R): A rájátszás győztese, (KGY): Kupagyőztes

## Házi góllövőlista (NB I)
| Név                    | Gól |
| ---------------------- | --- |
| Csordás Csaba          | 14  |
| Montvai Tibor          | 11  |
| Franci Litsingi        | 8   |
| Mbengono Yannick       | 7   |
| Vladan Čukić           | 2   |
| Farkas István          | 2   |
| Kormos László          | 2   |
| Némedi Norbert         | 2   |
| Vladan Savić           | 2   |
| Aleksandar Alimpijević | 1   |
| Gyagya Attila          | 1   |
| Hegedűs Ádám           | 1   |
| Koncz Zsolt            | 1   |
| Menyhárt Attila        | 1   |

## Az eredmények összesítése
Az alábbi táblázatban összesítve szerepelnek a Kecskeméti TE 2008/09-es bajnokságban elért eredményei.
| Ősz/tavasz (forduló)    | Otthon | Otthon | Otthon | Otthon | Otthon | Otthon | Otthon | Idegenben | Idegenben | Idegenben | Idegenben | Idegenben | Idegenben | Idegenben |
| Ősz/tavasz (forduló)    | M      | GY     | D      | V      | LG–KG  | GK     | P      | M         | GY        | D         | V         | LG–KG     | GK        | P         |
| ----------------------- | ------ | ------ | ------ | ------ | ------ | ------ | ------ | --------- | --------- | --------- | --------- | --------- | --------- | --------- |
| Őszi szezon (1–15.)     | 8      | 4      | 2      | 2      | 14–7   | +7     | 14     | 7         | 2         | 1         | 4         | 9–12      | –3        | 7         |
| Tavaszi szezon (16–30.) | 7      | 6      | 1      | 0      | 19–9   | +10    | 19     | 8         | 2         | 2         | 4         | 13–16     | –3        | 8         |
| Összesen (1–30.)        | 15     | 10     | 3      | 2      | 33–16  | +17    | 33     | 15        | 4         | 3         | 8         | 22–28     | –6        | 15        |

## Bajnoki helyezések fordulóról fordulóra
A fordulók sorrendje megfelel az eredeti kiírásnak.
| Forduló  | 1  | 2  | 3  | 4  | 5 | 6  | 7  | 8 | 9  | 10 | 11 | 12 | 13 | 14 | 15 | 16 | 17 | 18 | 19 | 20 | 21 | 22 | 23 | 24 | 25 | 26 | 27 | 28 | 29 | 30 |
| -------- | -- | -- | -- | -- | - | -- | -- | - | -- | -- | -- | -- | -- | -- | -- | -- | -- | -- | -- | -- | -- | -- | -- | -- | -- | -- | -- | -- | -- | -- |
| Helyszín | O  | I  | O  | I  | O | I  | O  | I | O  | O  | I  | O  | I  | O  | I  | I  | O  | I  | O  | I  | O  | I  | O  | I  | I  | O  | I  | O  | I  | O  |
| Eredmény | V  | V  | GY | GY | D | V  | GY | V | GY | GY | GY | V  | D  | D  | V  | D  | GY | V  | GY | D  | D  | V  | GY | V  | GY | GY | V  | GY | GY | GY |
| Helyezés | 10 | 15 | 12 | 8  | 8 | 11 | 6  | 9 | 8  | 6  | 5  | 5  | 6  | 7  | 8  | 8  | 5  | 8  | 7  | 7  | 7  | 8  | 6  | 9  | 8  | 6  | 7  | 5  | 5  | 5  |

Helyszín: O = Otthon; I = Idegenben. Eredmény: GY = Győzelem; D = Döntetlen; V = Vereség.

## Magyar kupa mérkőzések
A Kecskeméti TE a harmadik fordulóban kapcsolódott be a Magyar kupa küzdelmeibe. A csapat simának mondható mérkőzéseken múlta felül az első két ellenfelét. A REAC ellen a legjobb nyolc közé jutásért a hazai után az idegenbeli meccsen is 1:1 lett a rendes játékidő eredménye, így következett a hosszabbítás, mely során egyszer-egyszer találtak be a kapuba a felek, így 3:3-as összesítéssel, idegenben rúgott több góllal jutott tovább a KTE. A következő fordulóban viszont kettős vereséggel kiesett a Budapesti Honvéd ellen.
| 3. forduló 2008. szeptember 3. 15:30 |

| Jászberényi SE | 1 – 3               | Kecskeméti TE                        |
| -------------- | ------------------- | ------------------------------------ |
| Vaszicsku 77'  | (0 – 1) Jegyzőkönyv | Menyhárt 32' Yannick 73' Montvai 89' |

| Jászberény Nézőszám: 600 Játékvezető: Takács János (magyar) |

| 4. forduló 2008. szeptember 23. 15:30 |

| ESMTK    | 0 – 4               | Kecskeméti TE                                              |
| -------- | ------------------- | ---------------------------------------------------------- |
| Füzi 67' | (0 – 2) Jegyzőkönyv | Alempijević 38' Rusvay 43' Némedi 63' Yannick 90' Nagy 51' |

| Budapest Nézőszám: 300 Játékvezető: Pánczél Krisztián (magyar) |

| 5. forduló Első mérkőzés 2008. október 8. 17:00 |

| Kecskeméti TE         | 1 – 1               | Rákospalotai EAC                             |
| --------------------- | ------------------- | -------------------------------------------- |
| Csordás 28' Čukić 83' | (1 – 0) Jegyzőkönyv | Kapcsos 83' Kovács 36' Erős 56' Jeremiás 66' |

| Széktói Stadion, Kecskemét Nézőszám: 700 Játékvezető: Vad II. István (magyar) |

| 5. forduló Visszavágó 2008. október 22. 14:00 |

| Rákospalotai EAC                                      | 2 – 2 (h. u.)              | Kecskeméti TE                          |
| ----------------------------------------------------- | -------------------------- | -------------------------------------- |
| Nyerges 11' Torma 74' Erős 26' Pomper 39' Kapcsos 75' | (0 – 1, 1 – 1) Jegyzőkönyv | Litsingi 10' 68' Csordás 43' Čukić 11' |

| Budai II László Stadion, Budapest Nézőszám: 150 Játékvezető: Szilasi Szabolcs (magyar) |

- Továbbjutott a Kecskeméti TE, 3–3-s összesítéssel, idegenben lőtt több góllal.

| Negyeddöntő Első mérkőzés 2009. március 11. 18:00 |

| Budapest Honvéd                       | 2 – 0               | Kecskeméti TE                     |
| ------------------------------------- | ------------------- | --------------------------------- |
| Moreira 36' 54' Filó 83' Benjamin 87' | (1 – 0) Jegyzőkönyv | Čukić 3' Farkas 41' Schindler 63' |

| Bozsik József Stadion, Budapest Nézőszám: 1 000 Játékvezető: Iványi Zoltán (magyar) |

| Negyeddöntő Visszavágó 2009. március 18. 19:00 |

| Kecskeméti TE                                         | 1 – 4               | Budapest Honvéd                                                |
| ----------------------------------------------------- | ------------------- | -------------------------------------------------------------- |
| Montvai 16' Kormos 23' Koncz 44' Némedi 51' Čukić 58' | (1 – 3) Jegyzőkönyv | Abass 4' 44' Abraham 33' Arsenijević 90+1' Takács 21' Filó 59' |

| Széktói Stadion, Kecskemét Nézőszám: 1 000 Játékvezető: Vad II. István (magyar) |

## Ligakupa mérkőzések
A második számú magyar kupasorozatban a KTE főleg azokat a labdarúgóit szerepeltette, akik kevesebb lehetőséget kaptak a bajnokságban, emellett sor került pár leigazolásra váró játékos kipróbálására is. A csapat ebben a sorozatban kevéssé volt eredményes, de a tisztes helytállás követelményeit teljesítette, és a csoportban a negyedik helyen végzett.
| 1. forduló 2008. október 1. 17:00 |

| Kecskeméti TE                                                          | 2 – 3               | Budapest Honvéd                                                         |
| ---------------------------------------------------------------------- | ------------------- | ----------------------------------------------------------------------- |
| Savić 11' Kormos 69' Balázs 8' Alempijević 18' Menyhárt 36' Sándor 80′ | (1 – 2) Jegyzőkönyv | Stojaković 10' 32' Dobos 37' Arsenijević 61' Albarracin 75′ Fazakas 85' |

| Széktói Stadion, Kecskemét Nézőszám: 600 Játékvezető: Kovács Gábor (magyar) |

| 2. forduló 2008. október 15. 16:00 |

| Rákospalotai EAC | 0 – 3               | Kecskeméti TE                                  |
| ---------------- | ------------------- | ---------------------------------------------- |
|                  | (0 – 0) Jegyzőkönyv | Alempijević 58' Mamouna 60' Nagy 69' Koszó 16' |

| Budai II László Stadion, Budapest Nézőszám: 150 Játékvezető: Farkas Ádám (magyar) |

| 3. forduló 2008. október 29. 14:00 |

| Kecskeméti TE                                                          | 4 – 0               | Baktalórántháza VSE  |
| ---------------------------------------------------------------------- | ------------------- | -------------------- |
| Némedi 32' (11-esből) Litsingi 52' Koskovits 78' (öngól) Mamouna 90+1' | (1 – 0) Jegyzőkönyv | Szabó 25' Tolnai 31' |

| Széktói Stadion, Kecskemét Nézőszám: 150 Játékvezető: Szöllősi Ferenc (magyar) |

| 4. forduló 2008. november 6. 18:00 |

| Ferencváros                                  | 2 – 1               | Kecskeméti TE                   |
| -------------------------------------------- | ------------------- | ------------------------------- |
| Pisanjuk 13' 84' Brettschneider 70' Diaz 72' | (1 – 1) Jegyzőkönyv | Nagy 3' 75' Ábel 21' Rusvay 80' |

| Albert Flórián Stadion, Budapest Nézőszám: 400 Játékvezető: Fábián Mihály (magyar) |

| 5. forduló 2008. november 12. 13:30 |

| Kecskeméti TE                                  | 2 – 3               | FC Fehérvár                                            |
| ---------------------------------------------- | ------------------- | ------------------------------------------------------ |
| Rusvay 66' Ábel 88' Vlahović 22' Pénzváltó 74′ | (0 – 1) Jegyzőkönyv | Ulvicki 15' Lelkes 49' Nagy 60' Denysov 42' Disztl 77' |

| Széktói Stadion, Kecskemét Nézőszám: 100 Játékvezető: Andó-Szabó Sándor (magyar) |

| 6. forduló 2008. november 22. 17:00 |

| Budapest Honvéd                                            | 5 – 3               | Kecskeméti TE                        |
| ---------------------------------------------------------- | ------------------- | ------------------------------------ |
| Stojaković 11' Hercegfalvi 49' 68' 82' Filó 84' Maróti 46' | (1 – 0) Jegyzőkönyv | Hegedűs 57' Kormos 65' 67' Čukić 42' |

| Bozsik József Stadion, műfüves pálya, Budapest Nézőszám: 300 Játékvezető: Bognár Tamás (magyar) |

| 7. forduló 2008. november 29. 13:00 |

| Kecskeméti TE                                    | 2 – 2               | Rákospalotai EAC                                |
| ------------------------------------------------ | ------------------- | ----------------------------------------------- |
| Montvai 28' Menyhárt 84' Vlahović 58' Kormos 79' | (1 – 1) Jegyzőkönyv | Dancs 31' 58' Pomper 60' Kapcsos 68' Sallai 77′ |

| Széktói Stadion, Kecskemét Nézőszám: 150 Játékvezető: Iványi Zoltán (magyar) |

| 8. forduló 2008. december 2. 13:30 |

| Baktalórántháza VSE | 0 – 5               | Kecskeméti TE                                                                   |
| ------------------- | ------------------- | ------------------------------------------------------------------------------- |
| Tolnai 48'          | (0 – 2) Jegyzőkönyv | Menyhárt 42' Montvai 44' 51' Sándor 81' Nagy 89' Ábel 24' Gyagya 34' Rusvay 90' |

| Baktalórántháza Nézőszám: 50 Játékvezető: Veizer Roland (magyar) |

| 9. forduló 2009. február 8. 17:30 |

| Kecskeméti TE                        | 0 – 0               | Ferencváros             |
| ------------------------------------ | ------------------- | ----------------------- |
| Yannick 46' Schindler 74' Farkas 83' | (0 – 0) Jegyzőkönyv | Lowton 46' Kourouma 85' |

| Széktói Stadion, Kecskemét Nézőszám: 1 200 Játékvezető: Bede Ferenc (magyar) |

| 10. forduló 2009. február 14. 14:00 |

| FC Fehérvár                   | 2 – 0               | Kecskeméti TE                    |
| ----------------------------- | ------------------- | -------------------------------- |
| Nagy 66' Koller 81' Andić 78' | (0 – 0) Jegyzőkönyv | Grkinić 22' Farkas 36' Koncz 67' |

| Sóstói Stadion, Székesfehérvár Nézőszám: 300 Játékvezető: Bognár Tamás (magyar) |

## A ligakupa D csoportjának tabellája
|   | Csapat              | Játszott | Gy | D | V  | LG | KG | GK  | Pont |
| - | ------------------- | -------- | -- | - | -- | -- | -- | --- | ---- |
| 1 | FC Fehérvár         | 10       | 7  | 3 | 0  | 29 | 9  | +20 | 24   |
| 2 | Honvéd              | 10       | 5  | 4 | 1  | 33 | 16 | +17 | 19   |
| 3 | Ferencvárosi TC     | 10       | 5  | 4 | 1  | 20 | 10 | +10 | 19   |
| 4 | Kecskeméti TE       | 10       | 3  | 2 | 5  | 22 | 17 | +5  | 11   |
| 5 | REAC                | 10       | 3  | 1 | 6  | 14 | 28 | -14 | 10   |
| 6 | Baktalórántháza VSE | 10       | 0  | 0 | 10 | 3  | 41 | -38 | 0    |

* Gy: Győzelem D: Döntetlen V: Vereség LG: Lőtt gól KG: Kapott gól GK: Gólkülönbség
|  | Továbbjutás. |

## Az NB III-as csapat mérkőzései
Török László vezetésével, a KTE utánpótláskorú játékosaival, és a felnőtt keretből "visszajátszókkal" vágott neki a kecskeméti NB III-as csapat a 2008-as őszi idénynek. Hamar kiderült, hogy roppant erős gárdáról van szó, hiszen szinte végig vezetve a tabellát lett őszi bajnok. Ebbe még az is belefért, hogy az utolsó három mérkőzést nem sikerült megnyernie a "kis KTE"-nek. Tavasszal a csapat teljesítménye ingadozott, de csak 3 ponttal gyűjtött kevesebbet, mint a bajnokság őszi idényében. Végül a bajnok Honvéd "B" csapata mögött 4 ponttal zárt, ami a bronzéremhez volt elég, ez pedig megfelelt az előzetes célkitűzéseknek.
| 1. forduló 2008. augusztus 9. |

| Kiskunfélegyházi HTK | 2 – 4 | Kecskeméti TE II  |
| -------------------- | ----- | ----------------- |
|                      |       | Litsingi Szilágyi |

| Kiskunfélegyháza |

| 2. forduló 2008. augusztus 17. |

| Kecskeméti TE II                 | 6 – 0 | Újbuda LC |
| -------------------------------- | ----- | --------- |
| Hegedűs Szilágyi Kormos Ábel ög' |       |           |

| Széktói Stadion, Kecskemét |

| 3. forduló 2008. augusztus 24. |

| Izsáki Sárfehér SE | 2 – 1 | Kecskeméti TE II |
| ------------------ | ----- | ---------------- |
|                    |       | Némedi           |

| Izsák |

| 4. forduló 2008. augusztus 31. |

| Kecskeméti TE II     | 6 – 3 | Monor SE |
| -------------------- | ----- | -------- |
| Montvai Koszó Balázs |       |          |

| Széktói Stadion, Kecskemét |

| 5. forduló 2008. szeptember 7. |

| Hódmezővásárhely FC | 2 – 3 | Kecskeméti TE II     |
| ------------------- | ----- | -------------------- |
|                     |       | Szabó Lungu Szilágyi |

| Hódmezővásárhely |

| 6. forduló 2008. szeptember 14. |

| Kecskeméti TE II | 2 – 0 | Érdi VSE |
| ---------------- | ----- | -------- |
| Kormos Rusvay    |       |          |

| Széktói Stadion, Kecskemét |

| 7. forduló 2008. szeptember 20. |

| Orosháza FC | 0 – 1 | Kecskeméti TE II |
| ----------- | ----- | ---------------- |
|             |       | Kormos           |

| Orosháza |

| 8. forduló 2008. szeptember 28. |

| Kecskeméti TE II | 2 – 0 | Budafoki LFC |
| ---------------- | ----- | ------------ |
| Lungu Kormos     |       |              |

| Széktói Stadion, Kecskemét |

| 9. forduló 2008. október 4. |

| Tisza Volán SC | 3 – 2 | Kecskeméti TE II |
| -------------- | ----- | ---------------- |
|                |       | Lungu Fekete     |

| Szegedi városi stadion, Szeged |

| 10. forduló 2008. október 12. |

| Kecskeméti TE II                     | 5 – 0 | FC Dabas |
| ------------------------------------ | ----- | -------- |
| Nagy S. ög' Litsingi Rusvay Szilágyi |       |          |

| Széktói Stadion, Kecskemét |

| 11. forduló 2008. október 19. |

| Jászapáti VSE | 0 – 1 | Kecskeméti TE II |
| ------------- | ----- | ---------------- |
|               |       | Bagi             |

| Jászapáti |

| 12. forduló 2008. október 26. |

| Kecskeméti TE II | 3 – 1 | Budapest Honvéd II |
| ---------------- | ----- | ------------------ |
| Kósa Balázs      |       |                    |

| Széktói Stadion, Kecskemét |

| 13. forduló 2008. november 1. |

| Gyulai TFC | 1 – 1 | Kecskeméti TE II |
| ---------- | ----- | ---------------- |
|            |       | Rusvay           |

| Gyula |

| 14. forduló 2008. november 9. |

| Szolnoki Spartacus | 2 – 0 | Kecskeméti TE II |
| ------------------ | ----- | ---------------- |
|                    |       |                  |

| Szolnoki Vegyiművek-pálya, Szolnok |

| 15. forduló 2008. november 16. |

| Kecskeméti TE II | 0 – 1 | Algyő SK |
| ---------------- | ----- | -------- |
|                  |       |          |

| Széktói Stadion, Kecskemét |

| 16. forduló 2009. március 8. |

| Kecskeméti TE II | 4 – 1 | Kiskunfélegyházi HTK |
| ---------------- | ----- | -------------------- |
| Gyagya Kormos    |       |                      |

| Széktói Stadion, Kecskemét |

| 17. forduló 2009. március 14. |

| Újbuda LC | 1 – 0 | Kecskeméti TE II |
| --------- | ----- | ---------------- |
|           |       |                  |

| Újbuda |

| 18. forduló 2009. március 22. |

| Kecskeméti TE II               | 7 – 1 | Izsáki Sárfehér SE |
| ------------------------------ | ----- | ------------------ |
| Litsingi Szilágyi Nagy A. Bagi |       |                    |

| Széktói Stadion, Kecskemét |

| 19. forduló 2009. március 29. |

| Monor SE | 3 – 2 | Kecskeméti TE II |
| -------- | ----- | ---------------- |
|          |       | Bertus Litsingi  |

| Monor |

| 20. forduló 2009. április 5. |

| Kecskeméti TE II | 1 – 0 | Hódmezővásárhely FC |
| ---------------- | ----- | ------------------- |
| Litsingi         |       |                     |

| Széktói Stadion, Kecskemét |

| 21. forduló 2009. április 11. |

| Érdi VSE | 2 – 3 | Kecskeméti TE II   |
| -------- | ----- | ------------------ |
|          |       | Litsingi Balog ög' |

| Érd |

| 22. forduló 2009. április 19. |

| Kecskeméti TE II     | 3 – 3 | Orosháza FC |
| -------------------- | ----- | ----------- |
| Ábel Gyagya Litsingi |       |             |

| Széktói Stadion, Kecskemét |

| 23. forduló 2009. április 25. |

| Budafoki LFC | 1 – 0 | Kecskeméti TE II |
| ------------ | ----- | ---------------- |
|              |       |                  |

| Budafok |

| 24. forduló 2009. május 3. |

| Kecskeméti TE II | 2 – 0 | Tisza Volán SC |
| ---------------- | ----- | -------------- |
| Menyhárt Kiss    |       |                |

| Széktói Stadion, Kecskemét |

| 25. forduló 2009. május 10. |

| FC Dabas | 1 – 4 | Kecskeméti TE II |
| -------- | ----- | ---------------- |
|          |       | Kiss Balog       |

| Dabas |

| 26. forduló 2009. május 17. |

| Kecskeméti TE II | 8 – 0 | Jászapáti VSE |
| ---------------- | ----- | ------------- |
| Máté Balog Bagi  |       |               |

| Széktói Stadion, Kecskemét |

| 27. forduló 2009. május 24. |

| Budapest Honvéd II | 2 – 0 | Kecskeméti TE II |
| ------------------ | ----- | ---------------- |
|                    |       |                  |

| Bozsik József Stadion, műfüves pálya, Budapest |

| 28. forduló 2009. május 31. |

| Kecskeméti TE II | 2 – 1 | Gyulai TFC |
| ---------------- | ----- | ---------- |
| Máté             |       |            |

| Széktói Stadion, Kecskemét |

| 29. forduló 2009. június 7. |

| Kecskeméti TE II | 1 – 0 | Szolnoki Spartacus |
| ---------------- | ----- | ------------------ |
| Máté             |       |                    |

| Széktói Stadion, Kecskemét |

| 30. forduló 2009. június 14. |

| Algyő SK | 4 – 2 | Kecskeméti TE II |
| -------- | ----- | ---------------- |
|          |       | Szilágyi         |

| Algyő |

A KTE második csapata részt vett az AKKER Tüzép Bács-Kiskun megyei kupán, amely a Magyar Kupa országos főtáblájának selejtezője is. A csapat a negyedik fordulóban kapcsolódott be a küzdelmekbe.
| 2009. április 8. |

| Kiskunfélegyházi HTK | 1 – 3 | Kecskeméti TE II  |
| -------------------- | ----- | ----------------- |
|                      |       | Szilágyi Litsingi |

| Kiskunfélegyháza |

| 2009. április 29. |

| Kunszállás SE | 0 – 3 | Kecskeméti TE II  |
| ------------- | ----- | ----------------- |
|               |       | Kormos Balog Ábel |

| Kunszállás |

## Átlagnézőszám
A nyugat.hu portál adatai szerint a Széktói Stadionban rendezett 15 bajnoki mérkőzést összesen 54500 néző látta, ami 3633-as átlagnézőszámot jelent, ez a csapatok között a 6. helyet jelenti.